# Carl Wirth (Politiker, 1810)
Carl Michael Claudius Wirth (* 20. März 1810 in Weilburg; † 14. November 1880 in Hadamar) war ein nassauischer Beamter und Politiker und ehemaliger Abgeordneter der Landstände des Herzogtums Nassau.

## Leben
Carl Wirth wurde als Sohn eines Baumeisters geboren und studierte nach dem Besuch des Gymnasiums ab 1828 Rechtswissenschaften in Gießen. Während seines Studiums wurde er 1828 Mitglied der Alten Gießener Burschenschaft Germania. 1835 wurde gegen ihn wegen „burschenschaftlicher Verbindungen“ durch die Frankfurter Bundeszentralbehörde und das Hofgericht Gießen ermittelt.
Wirth wurde Amtssekretär, Justizamtsverwalter und später Amtmann in den Ämtern Amt Selters, Amt Rennerod und Amt Hadamar. Nach der Annexion des Herzogtums Nassau durch Preußen wurde er 1866 entlassen.
Zwischen 1848 und 1851 war er Mitglied der nassauischen Ständeversammlung (Club der Rechten). 1850 war er Mitglied des Volkshauses des Erfurter Unionsparlamentes. 1852 bis 1866 war er Mitglied der zweiten Kammer der Landstände des Herzogtums Nassau. 1848 bis 1851 war er Präsident der Ständeversammlung und 1852 bis 1858 der ersten Kammer.
Bei den Reichstagswahlen 1877 und 1878 kandidierte er im Reichstagswahlkreis Regierungsbezirk Wiesbaden 5 für die Deutsche Zentrumspartei, konnte sich mit 26,2 % der Stimmen aber nicht gegen den nationalliberalen Amtsinhaber Georg Thilenius durchsetzen.